# Take It Off
Take It Off − czwarty singel Ke$hy z albumu Animal. Piosenka została napisana przez samą wokalistkę oraz Claude'a Kelly'ego.

## Lista utworów
- Digital download[3]

1. "Take It Off" – 3:35

## Notowania
| Notowanie (2010)                     | Pozycja na liście |
| ------------------------------------ | ----------------- |
| Kanada (Billboard Canadian Hot 100)  | 8                 |
| Czechy (Singles Digital – Top 100)   | 8                 |
| Dania (Track Top-40)                 | 35                |
| Węgry (Rádiós Top 40 játszási lista) | 1                 |
| Irlandia (Top 50 Singles)            | 12                |
| Holandia (Dutch Top 40)              | 21                |
| Nowa Zelandia (Top 40 Singles)       | 11                |
| Słowacja (Singles Digital)           | 10                |
| Szwecja (Top 60 Singles)             | 53                |